# Anna Björk Kristjánsdóttir
Anna Björk Kristjánsdóttir (Reykjavík, 14 ottobre 1989) è una calciatrice islandese, difensore della nazionale islandese.

## Palmarès
- Campionato islandese: 3

Stjarnan: 2011, 2013, 2014
- Coppa d'Islanda: 3

Stjarnan: 2012, 2014, 2015
- Supercoppa islandese: 3

Stjarnan: 2012, 2015
Selfoss: 2020